# Partido Socialista (Argentinien)
Der Partido Socialista (spanisch für „Sozialistische Partei“) ist eine sozialdemokratische argentinische Partei innerhalb des nicht peronistischen linken politischen Spektrums und kooperiert mit anderen Mitte-links-Parteien seit 2011 in der Allianz Frente Amplio Progresista (dt. „Breite Progressive Front“).
Die bereits 1896 gegründete Partei war lange Zeit gespalten und erreichte erst Ende des 20. Jahrhunderts  größere Erfolge; sie stellt seit dem Jahr 2007 den Gouverneur der Provinz Santa Fe. Viele linke Kleinparteien Argentiniens sind Abspaltungen der Partei.

## Geschichte

### 19. Jahrhundert
Die Partei entwickelte sich Ende des 19. Jahrhunderts aus mehreren Vereinen von Einwanderergruppen, die aus Europa kommend von den Idealen von sozialistischen und anarchistischen Vordenkern wie Karl Marx, Friedrich Engels und Michail Bakunin beeinflusst worden waren. Der älteste von ihnen war der 1881 in Buenos Aires gegründete, deutschsprachige Club Vorwärts, der aus den Mitgliedern der 1871 gegründeten, ersten Genossenschaft Argentiniens hervorging. 1891 wurde mit ähnlichen Idealen der französischsprachige Verein Les Egaux (dt. „Die Gleichen“) gegründet. Im selben Jahr gründete sich der spanischsprachige Arbeiterverein Sección Varia, und 1894 folgte die italienischsprachige Fascio di Lavoratori (dt. „Bund der Arbeiter“). In diesen Jahren entstanden auch außerhalb der Hauptstadt erste sozialistische Gruppierungen.
Die Gruppen vereinten sich ab 1894 etappenweise zum Partido Socialista Obrero Internacional (dt. „Internationale Sozialistische Arbeiterpartei“), der erste Parteikongress fand 1895 statt; einige wichtige Gruppen, wie der bereits erwähnte Club Vorwärts, fehlten dabei aber noch. Erst im folgenden Jahr, nachdem die neue Partei bereits erfolglos an lokalen Wahlen in Buenos Aires teilgenommen hatte, gelang die Vereinigung mit der am 8. und 9. Juni 1896 ausgetragenen Versammlung, in der das Parteistatut verabschiedet wurde. Auch Gewerkschaften hatten sich nun an die neue Partei angeschlossen.

### 1900–1945
Zunächst war die Partei ideologisch vom marxistischen Sozialismus und von den Ideen des Klassenkampfs geprägt. Bereits in den ersten Jahren des 20. Jahrhunderts begannen jedoch reformistische Ideen die Oberhand zu gewinnen, und die Partei gab als Ziel aus, in den Parlamenten des Landes aktiv zu werden. Eine Große Rolle spielten dabei die Ideen von Juan Bautista Justo, der sich auf die Philosophie des Positivismus, aber auch auf den Revisionismus Eduard Bernsteins berief. Trotz des damals weit verbreiteten Wahlbetrugs gelang es der Partei 1903, im Stadtrat von San Nicolás de los Arroyos den ersten Kandidaten zu platzieren. Bei der Wahl zum Abgeordnetenhaus der Republik 1904 konnte die Partei den ersten sozialistischen Abgeordneten eines Bundesparlaments in ganz Amerika, Alfredo Lorenzo Palacios, verzeichnen.
Nachdem 1913 durch die Ley Sáenz Peña die Demokratie in Argentinien eingeführt worden war, häuften sich die Erfolge der neuen Partei. Im Ersten Weltkrieg unterstützte sie nach kurzem Zögern die Alliierten gegen die Mittelmächte und gab damit die pazifistische Position der zweiten Internationale auf, nicht zuletzt unter Berufung auf argentinische Handelsinteressen. Gleichzeitig begann sich die Bewegung selbst in mehrere Untergruppen zu spalten, die teils reformistische, teils revolutionäre Programme verfolgten. 1917, unter Einfluss der Oktoberrevolution in Russland, spalteten sich die Anhänger einer revolutionären Lösung unter dem Namen Partido Socialista Internacional (dt. „Internationale Sozialistische Partei“) ab, diese Partei benannte sich bald darauf in Partido Comunista (dt. Kommunistische Partei) um. 1928 spaltete sich der rechte Flügel als Partido Socialista Independiente (dt. „Unabhängige Sozialistische Partei“) ab. Diese Partei unterstützte den konservativen Militärputsch 1930 und stellte unter der Regierung von Agustín Pedro Justo ab 1931 den Landwirtschaftsminister, Antonio De Tomaso. Die Bewegung löste sich jedoch kurz darauf auf und ging in der konservativen Führungskaste der Regierung auf.
Im Laufe der 1930er Jahre kam es zu einer weiteren größeren Abspaltung: Ab 1934 konstituierte sich der Partido Socialista Obrero (dt. „Sozialistische Arbeiterpartei“) aus politisch uneinheitlichen Oppositionsbewegungen innerhalb der Mutterpartei, der in einigen Provinzen mit der Kommunistischen Partei zusammenarbeitete, in anderen dagegen konservative bis offen antikommunistische Tendenzen annahm.

### 1945–1980
Einige dieser Abtrünnigen unterstützten 1946 Juan Perón bei der Wahl zum Präsidenten und gingen daraufhin in die Allianz des Partido Justicialista auf. Der Partido Socialista selbst war jedoch zunächst antiperonistisch und bildete gemeinsam mit den gegen Perón gerichteten Parteien die Unión Democrática (dt. „Demokratische Union“). 1952 schwenkte ein Teil jedoch um und unterstützte Perón im Namen der neuen Partei Partido Socialista de la Revolución Nacional (dt. „Sozialistische Partei der Nationalen Revolution“).
1958 kam es zu einer erneuten Spaltung, wiederum zwischen reformistisch und revolutionär orientierten Gruppen. Die reformistische Strömung benannte sich mit Partido Socialista Democrático (PSD, dt. Demokratische Sozialistische Partei), die revolutionäre mit Partido Socialista Argentino (PSA, dt. „Argentinische Sozialistische Partei“). In den 1960er und 1970er Jahren folgten weitere Abspaltungen, die jedoch nur kurzlebig waren und zumeist in der linksperonistischen Bewegung aufgingen. Teile des PSD kollaborierten dabei mit der Militärdiktatur, was die tiefe Spaltung der Bewegung zu dieser Zeit demonstriert.
Nach der Demokratisierung 1983 waren als einzige Parteien der ursprünglichen sozialistischen Strömung der Partido Socialista Democrático (PSD) und der Partido Socialista Popular (PSP, dt. „Volkssozialistische Partei“) übriggeblieben.
Der PSP war 1972 durch die Vereinigung der PSA mit dem Movimiento de Acción Popular Argentino (MAPA, dt. „Bewegung der Argentinischen Volksaktion“) und weiteren kleineren Gruppen entstanden.

### Seit 1980
Um weitere Spaltungen zu verhindern, reformierte der PSD ihr Parteienstatut und ließ die Gründung von Untergruppierungen mit voneinander abweichenden Ideologien zu. Erfolgreicher war jedoch der PSP, die 1989 das Bürgermeisteramt in der Stadt Rosario, der drittgrößten Argentiniens, errang und bis heute innehat. 2002 vereinigten sich PSD und PSP wieder zum heutigen Partido Socialista.
Bei den Wahlen am 2. September 2007 gewann die Partei mit Hermes Binner erstmals den Gouverneursposten einer Provinz in Santa Fe. Ebenfalls errang sie die Mehrheit erstmals in der Stadt Santa Fe. Der Bürgermeisterposten von Rosario konnte erhalten werden.
Bei den Kongresswahlen 2009 kooperierte die Partei unter dem Dach der Allianz Acuerdo Cívico y Social (ACyS, dt. „Soziales und bürgerliches Übereinkommen“) mit der UCR, der ARI und mehreren Kleinparteien. Die Allianz löste sich jedoch 2011 wieder auf.
2011 gewann mit Antonio Bonfatti erneut ein Sozialist die Gouverneurswahl von Santa Fe. Im gleichen Jahr trat Binner als Kandidat zur Präsidentschaftswahl an und erreichte mit 16,8 % den zweiten Platz hinter Cristina Fernández de Kirchner. Im Vorfeld der Wahl war die Allianz Frente Amplio Progresista (dt. „Breite Progressive Front“) gegründet worden, bei der im Gegensatz zum ACyS die UCR nicht beteiligt war.